# Бошко Чолак-Антић
Бошко Чолак-Антић (Крагујевац, 1871 — Београд, 1949) био је српски и југословенски дипломата. Он је био маршал двора Краљевине Србије од. 1904. до 1913. године, Краљевине Југославије од 1935. до 1941. године, те министар Двора Краљевине Југославије 1932. године.

## Биографија
Рођен је у породици српског пуковника Илије Чолак-Антића (1836—1894) и Јелене, ћерке Димитрија Матића. Брат му је био југословенски генерал Војин Чолак-Антић.
Докторирао је правне науке на Универзитету у Женеви 1895 године, са темом "Le rôle social de l'impôt: quelques considérations sur l'influence des systèmes financiers sur la distribution des richesses".
Ступио је у дипломатску службу Краљевине Србије 1898, и брзо је хијерархијски напредовао под протекционизмом председника владе и министра иностраних дела Владана Ђорђевића, који се надао да ће му Бошко постати зет. Већ 1899. постављен је за секретара Посланства у Софији. После Мајског преврата 1903, у којем је учествовао његов брат Војин, опозван је по наређењу министра иностраних дела Андре Николића.
Председник владе генерал Сава Грујић, и будући таст Војина Чолака-Антића, га је препоручио за постављење за в.д. маршала Двора краља Петра I, новембра исте године. Бошко је тада постао близак династији Карађорђевић, што ће уобличити његову будућу каријеру. Током 1908. унапређен је у маршала Двора. Исте године је и формално реактивиран у дипломатској служби, али се поново вратио дипломатској каријери тек крајем 1913. постављењем за посланика у Софији. На овом положају је остао до уласка Бугарске у Први светски рат на страни Централних сила, у јесен 1915. године. Током службе оставио је позитиван утисак на тадашњег бугарског престолонаследника, а потоњег краља Бориса.
Током повлачења преко Албаније, у зиму 1915/16, Бошко Чолак-Антић је поново био на Двору краља Петра и регента Александра. Био је у опозицији према Народној радикалној странци, и током пролећа 1916. радио је на демисији Николе Пашића. Као лични секретар регента Александра, покушавао је да га одговори од тужбе против официра-црнорукаца који су наводно организовали атентат. Улога Бошка Чолака-Антића у овом случају није потпуно јасна. Према извесним наводима, и сам је био умешан у припреме Црне руке за збацивање династије, и једино га је блискост са краљем и регентом спасила од извођења пред суд током Солунског процеса 1917. године.
Враћен је у дипломатску службу 1918, када је међународна позиција Србије знатно отежана услед Октобарске револуције и Брест-Литовског мира. Постављен је за посланика у Стокхолму. На овом положају је остао до краја 1920, када је југословенска влада одлучила да затвори неколико дипломатских представништава због смањења расхода државног буџета.
Бошко Чолак-Антић је постављен за првог југословенског посланика у Букурешту, децембра 1920, а дужност је преузео фебруара 1921. године. Заједно са Живојином Балугџићем и Мирославом Спалајковићем, представљао је тројку најзначајнијих југословенских дипломата регента, а потом краља Александра. Они су обављали неке од најважнијих дипломатских дужности до средине 1935, када је кнез Павле Карађорђевић заједно са председницима влада и министрима иностраних послова Богољубом Јевтићем и Миланом Стојадиновићем, извршио промене широких размера у југословенској краљевској дипломатији.
Његови односи са династијом су појачани због улоге коју је одиграо у договарању брака Александра Карађорђевића са румунском принцезом Маријом, и организовању свадбених свечаности. Бошко Чолак-Антић је наставио да критикује политику Николе Пашића, као председника владе и краткотрајног министра иностраних дела (1921-1922). Међу директно претпостављеним, најблискију сарадњу је имао са министром Војиславом Маринковићем (1924, 1927-1932), са којим је био пријатељ из дечачких дана. Са министром Момчилом Нинчићем је имао коректне односе (1922-1926). Доласком Богољуба Јевтића на чело Министарства иностраних послова, јула 1932, положај Бошка Чолака-Антића се знатно погоршао.
Као посланик у Румунији, Бошко Чолак-Антић није имао нарочито високо мишљење о румунским државницима, дипломатама, политичарима и политичким партијама. Његов однос према румунској династији Хоенцолерн-Зигмаринген, те институцији круне и монархије је био знатно повољнији. Посебно је истицао заслуге краља Фердинанда I и трудио се да се не изјашњава о проблематичном интимном животу принца, и потом краља Карола II. Међу државницима, најпозитивније мишљење је имао о Јону С. Братијану, Јону Г. Дуки и Николае Титулескуу због њихових улога у политици Мале антанте. Највеће неповерење је исказивао према генералу Александру Аверескуу због његове проиталијанске спољне политике. Иницијативом Бошка Чолака-Антића из 1928, наредне године је отпочео рад на решавању великог броја отворених питања између Југославије и Румуније, који је кончан 1933. потписивањем и ратификацијом 16 конвенција и протокола. Поред тога, активно је радио на питању изградње моста на реци Дунав који би спајао саобраћајнице између Кладова и Турн Северина, од 1925. до 1934. године. У овим пословима је блиско сарађивао са краљем Александром и Војиславом Маринковићем, али нису успели да приведу преговоре успешном крају због опозиције у различитим румунским круговима. Конвенција о изградњи моста је потписана 1936, али до Априлског рата се није приступило реализацији посла. Бошко Чолак-Антић је посебну пажњу посвећивао активностима унутар Мале антанте, а његовом иницијативом су унете и неке измене у погледу присуствовања дипломата  састанцима министрима иностраних послова три државе чланице.
Постављен је за министра Двора, средином 1932, те је наредних шест месеци обављао дипломатске послове у Букурешту и државне послове у Београду. Међутим, његова здравствена ситуација му није омогућавала толико напрезање, и после шест месеци је поднео оставку на место министра Двора. После пензионисања у дипломатској служби, Бошко Чолак-Антић је последњи пут постављен за маршала Двора 1935, и на том положају је остао до 5. априла 1941. године. Априлски рат провео је у интернацији, заједно са бившим министром иностраних послова Александром Цинцаром-Марковићем и начелником Главног генералштаба генералом Петром Косићем.